# Evaluación de la incidencia
Evaluación de la incidencia, también llamado el monitoreo y evaluación de la incidencia política, evalúa el progreso hacia los resultados o los propios resultados obtenidos, por ejemplo tales como cambios en la política pública. Esto es diferente de análisis de las políticas públicas, que generalmente se ve en los resultados de la política, o la corriente y evaluación del programa, que evalúa si los programas o servicios directos han tenido éxito. Incidencia política se esfuerza por influir en una política o programa, ya sea directamente o indirectamente, por lo tanto, la influencia está siendo evaluada, en lugar de los resultados de dicha influencia. Los evaluadores de la defensa tratan de comprender la medida en que los esfuerzos de la incidencia han contribuido al avance de una meta o la política. Lo hacen con el fin de aprender qué funciona y qué no lo hace, así como lo que funciona mejor con el fin de alcanzar los objetivos de la incidencia y mejorar los futuros esfuerzos de incidencia.